# Svenska Superligan för damer 2019/2020
Svenska Superligan 2019/2020 var Sveriges högsta division i innebandy för damer säsongen 2019/2020. 14 lag deltog i grundserien om totalt 26 omgångar, där de åtta främsta skulle gå vidare till slutspel och de två sista flyttades ner till Allsvenskan.
På grund av Coronavirusutbrottet 2019–2021 i Sverige avslutades säsongen i förtid, innan grundserien färdigspelats. Serieledarna, Iksu, utsågs till seriesegrare och svenska mästare medan de två lagen på nedflyttningsplats, IBK Dalen och Skoghalls IBK, flyttades ner och de två högst placerade lagen i den lägre serien flyttades upp.

## Grundserien

### Tabell
Uppdaterad till alla matcher spelade fram till och med den 14 mars 2020
| Nr | Lag                      | S  | V  | ÖV | ÖF | F  | GM  | IM  | MS   | P  |
| -- | ------------------------ | -- | -- | -- | -- | -- | --- | --- | ---- | -- |
| 1  | Iksu                     | 24 | 22 | 0  | 0  | 2  | 222 | 69  | +153 | 66 |
| 2  | Pixbo Wallenstam         | 24 | 19 | 2  | 0  | 3  | 162 | 79  | +83  | 61 |
| 3  | Kais Mora                | 25 | 19 | 1  | 1  | 4  | 173 | 91  | +82  | 60 |
| 4  | Endre IF                 | 25 | 16 | 2  | 1  | 6  | 168 | 119 | +49  | 53 |
| 5  | Malmö FBC                | 25 | 16 | 0  | 2  | 7  | 149 | 117 | +32  | 50 |
| 6  | Täby FC (RM)             | 24 | 14 | 1  | 0  | 9  | 126 | 103 | +23  | 44 |
| 7  | Rönnby                   | 25 | 11 | 2  | 0  | 12 | 104 | 116 | −12  | 37 |
| 8  | Karlstad IBF             | 25 | 7  | 2  | 4  | 12 | 103 | 145 | −42  | 29 |
| 9  | Nacka Wallenstam IBK (U) | 25 | 7  | 1  | 3  | 14 | 82  | 121 | −39  | 26 |
| 10 | IK Sirius                | 24 | 6  | 3  | 1  | 14 | 86  | 125 | −39  | 25 |
| 11 | Jönköpings IK            | 25 | 6  | 1  | 2  | 16 | 98  | 153 | −55  | 22 |
| 12 | Warberg IC               | 24 | 2  | 4  | 3  | 15 | 82  | 132 | −50  | 17 |
| 13 | IBK Dalen                | 24 | 4  | 1  | 1  | 18 | 57  | 117 | −60  | 15 |
| 14 | Skoghalls IBK (U)        | 25 | 3  | 0  | 2  | 20 | 63  | 188 | −125 | 11 |

|  |                                         |
|  | Lag 1–8: Till slutspel                  |
|  | Lag 13–14: Nedflyttade till Allsvenskan |